# Пахомије
За врањског владику види Пахомије Гачић
Свети Пахомије (или ава Пахомије; око 292—348) је оснивач киновијског (општежитељног) монаштва у хришћанству. 
Рођен је 292. у Теби у Египту, од родитеља пагана. У младости је био незнабожац. Као војник учествовао је у борби цара Константина против Максенција. Тада је сазнао од хришћана за Христа, и када је видео хришћански живот, Пахомије се крстио и отишао у Тиваидску пустињу, знаменитом подвижнику Паламону, код кога се десет година учио подвижничком животу. 
Након тога је сам Пахомије започео оснивање општежитија, иако на том месту није било никога осим њега и његовог брата Јована. Ускоро су се скупили на то место многи људи и почели да се подвизавају по уставу Пахомијевом. А када је број инока порастао, Пахомије је постепено основао још шест манастира. Средиште Пахомијеве заједнице се налазило у Пабау, у Горњем Египту. Број његових ученика износио је до седам хиљада. Занимљиво је да се базилика светог Пахомија налазила 8,7 km од места на којем је пронађена библиотека Наг Хамади, а манастир у Хенобоскиону (Chenoboskion), где је Пахомије започео свој пустињачки живот, само и 5,3 km од Наг Хамадија.
Житије светог Пахомија приповеда како је „филозоф“ из Панополиса (Акхмима) долазио међу Пахомијеве аскете да провери њихово „разумевање светих књига“. Пахомије је послао свога помоћника Теодора, коме је филозоф поставио следећа питања: „Ко није био рођен, а ипак је умро? Ко је био рођен, али није умро? Ко је умро, али није воњао по распадању?" Теодор је одговорио: „Адам није био рођен, али је ипак умро. Хенок је био рођен, али није умро. Лотова је жена умрла, али, поставши стуб соли, није воњала по распадању." Прихвативши те одговоре, филозоф је отишао.
Пахомије је мирно преминуо 348. године у седамдесет четвртој години живота. Српска православна црква слави га 15. маја по црквеном, а 28. маја по грегоријанском календару. Један је од најзначајнијих хришћанских светаца. Многе од његових ученика црква је такође уврстила у ред светаца, међу којима су: Теодор Освештани, Јов, Пафнутије, Пекузије, Атинодор, Епоних, Сур, Псој, Дионисије, Псентаисије и други.